# Liste de minéraux (lettre K)
Pour un article plus général, voir Liste de minéraux
- Kaersutite, amphibole, couleur brun à noir. Découvert à Qaertsut au nord du Groenland.
- Kahlerite
- Kaïnite ou Kainite
- Kaïnosite-(Y)
- Kalininite ZnCr2S4
- Kalsilite
- Kämmerérite Variété de clinochlore
- Kankite ou kaňkite
- Kaolinite Al2Si2O5(OH)4
- Karélianite V2O3
- Karupmøllerite-Ca
- Kasolite
- Katayamalite
- Keiviite-(Y)
- Keiviite-(Yb)
- Kermésite Sb2S2O
- Kernite Na2B4O6(OH)2 • 3 H2O
- Kérolite Synonyme de Talc
- Kësterite Cu2(Zn,Fe)SnS4
- Khomyakovite
- Kieftite CoSb3
- Kiesérite MgSO4 • H2O
- Kimzeyite
- Kinoïte
- Kirschsteinite
- Kleinite
- Klockmannite
- Knopite (perovskite), oxyde
- Kolbeckite
- Kolfanite
- Kolwezite, carbonate, couleur brun. Découvert en 1980 à Kolwezi, Katanga (Congo).
- Koritnigite
- Kornélite
- Kosmochlor, NaCrSi2O6
- Köttigite
- Kotulskite
- Koutekite
- Kramérite, synonyme de probertite
- Kratochvilite
- Krautite MnII(AsO3OH) • H2O
- Krennerite
- Kröhnkite
- Krutaïte
- Ktenasite, sulfate, couleur bleu-vert. Découvert en 1950 à Saint-Constantine, Laurion, Attica (Grèce).
- Kuliokite-(Y) Y4Al(SiO4)2(OH)2F5
- Kupčíkite
- Kurnakovite MgB3O3(OH)5 • 5 H2O
- Kutinaïte
- Kutnohorite Ca(Mn,Mg,Fe)(CO3)2
- Kyanite, synonyme anglais de disthène
- Kyawthuite
- Kyzylkumite VIII2Ti3O9